# Trigger
Trigger er en EP fra det svenske death metalband In Flames der blev udgivet i 2003. Titlen på EPen var taget fra deres sang "Trigger" på albummet Reroute to Remain. 

## Numre
1. "Trigger" (Single)
2. "Watch Them Feed"
3. "Land of Confusion" (Genesis cover)
4. "Cloud Connected" (Club connected Remix)
5. "Moonshield" (C64 karaoke version)

## Musikere
- Anders Fridén – vokal
- Björn Gelotte – guitar
- Jesper Strömblad – guitar
- Peter Iwers – bas
- Daniel Svensson – trommer